# Osorkon IV
Osorkon IV (anche Aakheperra-setepenamon Userken-meriamon) (fl. VIII secolo a.C.) è stato un faraone della XXII dinastia egizia.

## Biografia
Il regno di Osorkon IV fu il punto di massima frammentazione politica dell'Egitto nel corso del Terzo periodo intermedio.

Il potere di Osorkon si estendeva solamente sulle città di Tanis e Bubasti e su una piccola parte della regione orientale del delta del Nilo.

Sempre nel delta orientale la città di Horbeit (Farbeto), ed il territorio circostante, pur dichiarandosi vassalla del sovrano si governava, di fatto, in modo autonomo.

La città di Sais, dove durante il regno di Sheshonq V si era costituito un principato autonomo, divenne la capitale dei sovrani della XXIV dinastia che assunsero i titoli della regalità, a partire da Tefnakht, oltre a quelli di Grande Capo dei Libu, e Signore delle Terre Occidentali ed occuparono Menfi.
Contemporaneamente a Leontopoli regnava un sovrano della XXIII dinastia e le città di Sma-Behdet, Mendes, Sebennito e Busiri erano governate, come principati autonomi, da principi libici imparentati con la XXII dinastia.

Tebe e buona parte dell'Alto Egitto erano ormai caduti sotto il controllo dei sovrani di Nubia, che dettero poi origine alla XXV dinastia e che avevano posto termine al governo del Primo Profeta di Amon.

A tale situazione di frammentazione si aggiunse la minaccia assira, i cui eserciti, sotto la guida di Sargon II, stavano combattendo per il controllo della Palestina.

La fine della XXII dinastia giunse quando Piankhi, primo sovrano ufficiale della XXV dinastia, muovendo da Tebe occupò Menfi e minacciò Sais. A questo punto Osorkon IV, pressato da est dell'espansionismo assiro, non trovò altra soluzione che rendere omaggio al nuovo sovrano di quasi tutto l'Egitto.

## Titolatura
| G5 |

| G5 |

|       |
| \| \| |
|       |
|       |

|  |

|       |
| \| \| |
|       |
|       |

|  |

| G16 |

| G16 |

|  |

| G8 |

| G8 |

|  |

| M23 · X1 | L2 · X1 |

| M23 · X1 | L2 · X1 |

| N5 | O29 | L1 | C12 | U21 · n |

| N5 | O29 | L1 | C12 | U21 · n |

| N5 | O29 | L1 | C12 | U21 · n |

| N5 | O29 | L1 | C12 | U21 · n |

| N5 | O29 | L1 | C12 | U21 · n |

| N5 | O29 | L1 | C12 | U21 · n |

| N5 | O29 | L1 | C12 | U21 · n |

| N5 | O29 | L1 | C12 | U21 · n |

| G39 | N5 |

| G39 | N5 |

| i | mn · n | mr | V4 | Aa18 | r · n · V31 |

| i | mn · n | mr | V4 | Aa18 | r · n · V31 |

| i | mn · n | mr | V4 | Aa18 | r · n · V31 |

| i | mn · n | mr | V4 | Aa18 | r · n · V31 |

| i | mn · n | mr | V4 | Aa18 | r · n · V31 |

| i | mn · n | mr | V4 | Aa18 | r · n · V31 |

| i | mn · n | mr | V4 | Aa18 | r · n · V31 |

| i | mn · n | mr | V4 | Aa18 | r · n · V31 |